# Super tie-break
Le super tie-break désigne au tennis un jeu décisif pour le dénouement d'un match.

## En Grand Chelem
Dans les tournois du Grand Chelem, il se joue à la fin du troisième set pour les femmes et du cinquième pour les hommes. Les deux adversaires sont à six jeux partout. Ils sont alors départagés dans un super tie-break de dix points gagnants (avec deux points d'écart) qui désigne le vainqueur du match.
Le super tie-break est introduit lors de l'Open d'Australie à partir de son édition de 2019, avant d'être adopté par les trois autres tournois du Grand Chelem (Roland-Garros, Wimbledon et l'US Open) à partir de 2022.
Avant cette harmonisation de 2022, et depuis 2019, l’Open d’Australie avait choisi le super tie-break à 6-6, Wimbledon le tie-break à 12-12 et l’US Open le tie-break à 6-6 alors que Roland-Garros conservait le format sans tie-break.

## En double
Dans les tournois de double sur les circuits ATP et WTA, un super tie-break est joué après que les deux équipes ont remporté chacune un set. La première équipe qui marque au moins dix points, avec deux points d'écart avec l'équipe adverse, remporte la partie.